# جزیره کلانگ
جزیره کِلانگ جزیره‌ای در ایالت سلانگور، مالزی است. این جزیره ۲۷۰ هکتار وسعت دارد و پر از درخت‌های حرا است.